# Кісар-Варзаль
Кісар-Варзаль (перс. كيسارورزل) — село в Ірані, у дегестані Лякан, у Центральному бахші, шагрестані Решт остану Ґілян. За даними перепису 2006 року, його населення становило 419 осіб, що проживали у складі 96 сімей.

## Клімат
Середня річна температура становить 14,21 °C, середня максимальна – 27,74 °C, а середня мінімальна – -1,00 °C. Середня річна кількість опадів – 1098 мм.
| Клімат поселення                              | Клімат поселення | Клімат поселення | Клімат поселення | Клімат поселення | Клімат поселення | Клімат поселення | Клімат поселення | Клімат поселення | Клімат поселення | Клімат поселення | Клімат поселення | Клімат поселення | Клімат поселення |
| Показник                                      | Січ.             | Лют.             | Бер.             | Квіт.            | Трав.            | Черв.            | Лип.             | Серп.            | Вер.             | Жовт.            | Лист.            | Груд.            |                  |
| Середній максимум, °C                         | 8,36             | 9,34             | 11,82            | 17,92            | 21,95            | 25,66            | 27,45            | 27,74            | 24,82            | 20,97            | 16,62            | 11,91            |                  |
| Середня температура, °C                       | 3,66             | 4,64             | 7,14             | 13,22            | 17,26            | 20,98            | 23,12            | 23,43            | 20,51            | 16,66            | 12,30            | 7,60             |                  |
| Середній мінімум, °C                          | −1               | −0,04            | 2,45             | 8,55             | 12,58            | 16,30            | 18,80            | 19,12            | 16,20            | 12,34            | 7,99             | 3,28             |                  |
| Норма опадів, мм                              | 116              | 94               | 86               | 51               | 46               | 30               | 27               | 54               | 113              | 172              | 158              | 151              |                  |
| Середньомісячна швидкість вітру, м/с          | 2.30             | 2.39             | 2.40             | 2.33             | 2.30             | 2.43             | 2.56             | 2.30             | 2.12             | 2.03             | 1.90             | 2.00             |                  |
| Середньомісячна сонячна радіація, кДж/м²·день | 6859             | 8969             | 11017            | 15711            | 19878            | 21956            | 22825            | 19317            | 15924            | 10966            | 8631             | 6612             |                  |
| --------------------------------------------- | ---------------- | ---------------- | ---------------- | ---------------- | ---------------- | ---------------- | ---------------- | ---------------- | ---------------- | ---------------- | ---------------- | ---------------- | ---------------- |
| Джерело:                                      |                  |                  |                  |                  |                  |                  |                  |                  |                  |                  |                  |                  |                  |